# Raby Castle
Raby Castle er en middelalderborg ved Staindrop i County Durham i England, i en dyrepark på over 810.000 m2. Den blev opført af John Neville, 3. Baron Neville de Raby mellem 1367 og 1390. Kong Edvard 4. og Richard 3' s mor Cecily Neville. blev født her.
Efter at Charles Neville, 6. jarl af Westmorland ledte et forfejlet oprør i Nordengland i til fordel for Marie Stuart i 1569, blev Raby Castle overtaget af kronen.
Sir Henry Vane den ældre købte i 1626 Raby Castle og Barnard Castle af kronen, og jarlerne af Darlington og hertuger af Cleveland tilføjede den gotiske hal og det oktagonale værelse. Fra 1833 til 1891 var begge borge ejet af hertugerne af Cleveland , der havde titlen Lord Barnard.
Der blev udført omfattende ændringer i 1600- og 1700-tallet. Raby Castle er berømt for både størrelse og kunst med portrætter og værker af gamle mestre som Giordano, Van Dyck, sir Joshua Reynolds, Ben Marshall, Henry Bernard Chalon og sir Alfred Munnings.
Efter 1733 besøgte digteren Christopher Smart, hvor han var 11 år, borgen med jævne mellemrum, og han stak senere kortvarigt af med Anne Vane, datter af Lord Barnard, Henry Vane.
Borgen er stadig et privat hjem og er sæde for Vane-familien der fører titlen baron Barnard. Takket være den 11. Barons omfattende renoveringer og restaurering er en stor del af brogens sjældne arkitektoniske interiør bevaret.
Det er en listed building af første grad og er i perioder åben for publikum.